# Portlandia subangulata
Portlandia subangulata är en musselart som först beskrevs av Addison Emery Verrill och Katharine Jeanette Bush 1898.  Portlandia subangulata ingår i släktet Portlandia och familjen Yoldiidae. Inga underarter finns listade i Catalogue of Life.